# Seznam držitelů železničních vozidel registrovaných v Česku
Tento seznam uvádí výčet držitelů železničních vozidel a jejich písmenné kódy (tzv. VKM, z anglického „Vehicle Keeper Mark“), které jednotlivým držitelům přidělil český Drážní úřad. Uvedenými kódy jsou pak jednotlivá vozidla fyzicky označena. Tento kód je součástí Mezinárodního značení železničních vozidel a uvádí se za druhým dvojčíslím a označením země registrace vozu.
Způsob označování držitelů v Česku je řešen Metodickým pokynem pro označování držitele drážního vozidla, který byl vydán českým Drážním úřadem. Z názvu tohoto pokynu by se mohlo zdát, že se jedná obecně o drážní vozidla, z textu pokynu však vyplývá, že jde pouze o železniční vozidla (nikoli tedy o tramvaje, trolejbusy, vozy metra a další neželezniční drážní vozidla).

## Vzor označení
54 CZ-XXXXX, kde:
- 54 je mezinárodní číselný kód České republiky
- CZ je mezinárodní písmenný kód České republiky
- XXXXX je dvou- až pětimístný národní kód držitele železničního vozidla

## Seznam držitelů a jejich kódů[2]
- ABVT – AB Vagon Trans s.r.o., Černčice
- AGC – AGC Flat Glass Czech a.s., člen AGC Group
- AGPI – AGPI, a.s., Písek
- Agpjc – Agropodnik a.s., Jičín
- AGPJI – AGROPODNIK, akciová společnost, Jihlava, Dobronín
- AGRAD – AGRO Radomyšl a.s., Radomyšl
- AGRCS – AGRO CS a.s.
- AGROZ – Agro Žamberk a.s., Žamberk
- AHD – Railsystem s.r.o., Lukavice
- AMO – ArcelorMittal Ostrava a.s., Ostrava
- ANVL – Vladimír Anton
- ARGO – ARGO Bohemia s.r.o., Brno
- ARR – ARRIVA vlaky s.r.o.
- ASPO – Armádní Servisní, příspěvková organizace
- AWT – PKP CARGO INTERNATIONAL a.s.
- AWTR – AWT ROSCO a.s.
- AŽD – AŽD Praha, s.r.o.
- BARÁK – Barák Milan
- BARD – Bardos a.s.
- BCH – BorsodChem MCHZ, s.r.o., Ostrava
- BDS – Báňská dopravní spol.s r.o., Most
- BFL – BF Logistics s.r.o., Praha
- BMC – Martín Bárta
- BMTI – BMTI ČR s.r.o.
- BP – Igor Brik, Louny
- BPR – BENet Praha spol. S.r.o.
- BPSP – BPS-Prastav, s.r.o.
- BRCZ – BRYNTIN RAIL CZ s.r.o.
- BTAS – Bohumin terminal, a.s.
- CCZ – COLAS CZ, a.s.
- CFT – AWT Čechofracht a.s., Praha
- CHR – Cement Hranice, akciová společnost, Hranice
- CHTLT – Chládek & Tintěra, a.s., Litoměřice
- CHTPC – Chládek a Tintěra, Pardubice a.s., Pardubice
- CMT – CENTROMAT s.r.o.
- CO – CEMOS Ostrava, a.s., Ostrava
- Coal – Coal services a.s.
- CTLCZ – CTL Logistics, s.r.o.
- CTR – CityRail, a.s.
- CX – CEMEX Czech Republic, s.r.o. Praha
- CXM – Veolia Transport Morava a.s.
- CZL – CZ LOKO, a.s.
- CZPD – Plzeňská dráha, z.s.
- ČD – České dráhy, a.s., Praha
- ČDC – ČD Cargo, a.s., Praha
- ČDCR – ČD Cargo, a.s., Praha
- ČLOK – Česká lokomotivka, s.r.o.
- ČMC – Českomoravský cement, a.s., nástupnická společnost, Beroun
- ČMD – FORMER, s.r.o.
- ČMKS – ČMKS – Jihlavská lokomotivní společnost s.r.o., Jihlava
- ČMŽO – Českomoravská železniční opravna s.r.o.
- ČSDLM – České soukromé dráhy spol. s.r.o.
- ČSOL – Československá obec legionářská
- DBCCZ – DB Cargo Czechia s.r.o.
- DEZA – DEZA, a.s. Valašské Meziříčí
- DIAMO – DIAMO, státní podnik, Stráž pod Ralskem
- DLBCZ – Die Länderbahnen CZ s.r.o.
- DPOV – PDPOV, a.s.
- DRK – Lučební závody Draslovka a.s., Kolín
- DSCHT – Duchcovská svařovna, a.s., Duchcov
- DSSST – DSS servicetech s.r.o.
- DUKOL – DUKOL Ostrava, s.r.o., Ostrava
- ECS – EUROVIA CZ, a. s.
- EDIKT – Edikt a.s.
- EEWS – EEWS spol. s r.o., Trnava
- ELINE – ELEKTROLINE a.s. PRAHA
- ELZEL – Elektrizace železnic Praha a.s., Praha
- ENAS – Enaspol a. s.
- EPCI – EP Cargo a.s.
- EPCIN – EP Cargo Invest a.s.
- FANDA – František Štraub
- FATRA – Fatra, a.s., Napajedla
- FECZ – Felbermayr Transport- und Hebetechnik, spol. s.r.o.
- FINF – Financial Found a.s.
- FOD – Spolek „Frýdlantské okresní dráhy“, Frýdlant
- FOSFA – Fosfa akciová společnost, Břeclav
- FRM – FERROMET a.s.
- GE – Gepard Express, SE, Brno
- GETR – GERHÁT TRAIN s.r.o.
- GJW – GJW Praha spol. s r.o., Praha
- GOLD – Ferroslužby, s.r.o., Šenov
- GVB – Glaverbel Czech a.s., člen skupiny Glaverbel Teplice
- GWJHT – GW JIHOTRANS a.s.
- GWTR – GW Train Regio a.s.
- GYPS – GYPSTREND s.r.o., Kobeřice
- HAKER – Hanačík Radomír
- HASIT – HASIT Šumavské vápenice a omítkárny, a.s., Velké Hydčice
- HROCH – HROCHOSTROJ a.s.
- HSM – Hroší stavby Morava a.s.
- IDS – IDS – Inženýrské a dopravní stavby Olomouc a.s., Olomouc
- IDSC – IDS CARGO a. s., Olomouc
- IFT – Interfracht, s r.o.
- INT – ČSKD - INTRANS a.s., Praha
- IP – INTERPORT Spedition s.r.o.
- IPC – IP CALL, spol. s r.o.
- IVK – Ing Vladimir Křiž
- JALI – Jaromír Lienert - JALI
- JAVA – Jan Vágenknecht
- JHMD – Jindřichohradecké místní dráhy, a.s., Jindřichův Hradec
- JISE – Šejbl Jiří
- JKERC – E-Railconstruct s.r.o.
- JKS – Ing. Jiří Kotas, Brno (KPKV)
- JMK – Jihomoravský kraj, Brno
- JPAVL – Jan Pavliček
- JUMA – Junior market s.r.o.
- KAM – Karel Mikolášek
- KDS – Kladenská dopravní a strojní s.r.o., Kladno
- KDSC – KDS Cargo s.r.o.
- KDSI – KDS - Kladenská dopravní a strojní s.r.o.
- KEM – Kemwater ProChemie s.r.o., Bakov nad Jizerou
- KERAM – KERAMOST, akciová společnost, Most
- KHKD – HAERKULES KHDK s.r.o.
- KJ – Karel Just
- KK – KK provoz a opravy lok. s.r.o.
- KKB – KKB s.r.o., Ústí nad Labem
- KKLB – Kolej-klub, o.s.
- KMD – Kutnohorská místní dráha ž.s.
- KMDR – Kroměřížská dráha z.s.
- KOS – Krnovské opravny a strojírny spol. s r.o., Krnov
- KOST – KOS Trading, akciová společnost, Krnov
- KOTRC – Lucie Kotrcová
- KPT – Klub přátel Transverzálky, z.s.
- KPŽČR – Klub přátel železnic Českého ráje, z.s.
- KŠ – KOTOUČ ŠTRAMBERK, spol. s r.o., Štramberk
- KVK – Krkonošské vápenky Kunčice, a.s., Kunčice nad Labem
- KZC – KŽC Doprava s.r.o., Praha
- KZMPR – Klub železničních modelářů a přátel železnice Přerov,z.s.
- LBM – LB MINERALS, a.s., Horní Bříza
- LC – Lafarge Cement a.s., Čížkovice
- LE – Leo Express a.s., Praha
- LEACZ – Čestmír Káňa – LEARKA, Ostrava
- LET – Leo Expres Tenders s.r.o.
- LGS – HEAVY MACHINERY SERVICES a.s.
- LGSL – Legios Loco a.s.
- LHEJL – Lukáš Hejl
- LINDE – LINDE TECHNOPLYN a.s., Praha
- LIO – Liberty Ostrava a.s.
- LOGR – Lokálka Group, o.s.
- LOMO – LOKO-MOTIV, z.s.
- LOSTR – LOSTR a.s.
- LTB – LOKO TRANS s.r.o., Brno
- LTEU – Loko Train s.r.o.
- LTSB – LOKOTRANS SERVIS s.r.o., Brno
- LVCH – Lovochemie, a.s., Lovosice
- LŽK – Letohradský železnični klub z.s.
- MANA – Máňa doprava s.r.o.
- MBMR – MBM rail s.r.o.
- MBŽS – MLADOBOLESLAVSKÝ ŽELEZNIČNÍ SPOLEK
- MOVO – MOVO spol. s r.o., Plzeň
- MOŽ – Moravská železniční s.r.o.
- MP – Petr Majernik
- MSO – Mittal Steel Ostrava a.s.
- MT – METRANS, a.s., Praha
- MTR – METRANS Rail s.r.o.
- MTRRS – METRANS DYKO Rail Repair Shop, s.r.o.
- MTZCH – Muzeum Technických Zajímavostí, z.s. - Choceň
- MUS – Mostecká uhelná a.s.
- NFCV – Nadačni fond Český vlak
- NHN – NHN spol. s r.o., Ostrava
- NHTR – NH-TRANS, a.s., Ostrava
- NOPAS – Novopacký parostrojní spolek
- NORDI – NORDIGAS, a.s., Hořovice
- NTM – Národní technické muzeum (NTM)
- ODC – Ostravská dopravni společnost - Cargo, a.s.
- ODOS – Ostravská dopravní společnost, a.s., Ostrava
- OINS – Avirunion, a.s., závod Nové Sedlo Dubí
- OIRH – Avirunion, a.s., závod Rudolfova huť Dubí
- OKDD – OKD, Doprava, a.s.
- OLDOP – OLOMOUCKÁ DOPRAVNÍ s.r.o., Olomouc
- OOS – Ostravské opravny a strojírny, s.r.o., Ostrava
- OZSTA – OZ Stavby s.r.o.
- Pbas – Paliva-Bernat a.s., Trutnov
- PCI – PKP CARGO INTERNATIONAL a.s.
- PDCS – PEDASTA s.r.o.
- PORO – Pórobeton Trutnov, a.s., Trutnov
- POŠTA – Česká pošta, s.p., Odštěpný závod Střední Čechy Praha
- PP – Posázavský Pacifik – doprava s.r.o., Čerčany
- PRA – Holcim a.s., člen koncernu Prachovice
- PRECH – PRECHEZA a.s., Přerov
- PRMG – Primagra, a.s.
- PROD – PRODACH CZ, s.r.o.
- PSHŽD – Pardubický spolek historie železniční dopravy, Pardubice
- PUŠ – Puš s.r.o.
- PVTKŽ – PODBLANICKÝ VĚDECKOTECHNICKÝ KLUB ŽELEZNIČNÍ z. s.
- PZO – Zdeněk Pospíšil
- RABR – Rabbit Rail s.r.o.
- RAE – Raeder & Falge s.r.o.
- RANOF – Novák Radek
- RAVEN – Raven Trading s.r.o., Olomouc
- RCAS – Railway Capital, a.s.
- RCCCZ – Rail Cargo Carrier - Czech Republic, s.r.o.
- RCCZ – Rail Clinic, s.r.o.
- RCO – Railco, a.s., Praha
- RCOS – Railco Services, s.r.o.
- RIF – RIFEST R-S, sdružení podnikatelů
- RJ – RegioJet, a.s., Brno
- RLK – RETROLOK s.r.o., Praha
- RLLS – Raillease, a.s.
- RMAR – RAILMAR AGENCY LTD, s.r.o., Praha
- RML – RM LINES, a.s.
- RND – RND s.r.o.
- RPL – Rompetrol Logistics SA, Bucuresti
- RSS – Railservis s.r.o.
- RSŽS – RETRO-SLEZSKÁ ŽELEZNIČNÍ SPOLEČNOST s.r.o.
- RTT – RAILTRANSPORT s.r.o.
- RTTS – RailTransport-Stift s.r.o.
- RUTR – RUTR, spol. S.r.o.
- RYKO – RYKO PLUS spol. s r.o., Děčín
- SaMCL – SaM silnice a mosty a.s., Česká Lípa
- SANRE – SANRE, spol. s r.o., Bohumín
- SBSC – SBS Cargo Praha s.r.o.
- SBSW – sbs wagon s.r.o.
- SBTDT – STAVEBNÍ OBNOVA ŽELEZNIC a.s.
- SDKD – SD - Kolejová doprava, a.s., Kadaň
- SDS – SLEZSKÁ DOPRAVNÍ A STROJNÍ s.r.o.
- SKANS – Skanska ŽS a.s., Praha
- SKOTR – ŠKODA AUTO a.s., Mladá Boleslav
- SKS – SKS Krnov, a.s., Krnov
- SMD – SLEZSKOMORAVSKÁ DRÁHA a.s., Ostrava
- SOF – SOFISTIK SERVIS s.r.o.
- SOŽ – SPOLEK PRO OCHRANU ŽELEZNIC - ŤRISTAOSMIČKA, Z.S.
- SPCH – Spolek pro chemickou a hutní výrobu, akciová společnost, Ústí nad Labem
- SPEBE – Spektra, spol. s r.o., Beroun
- SPŽČT – Společnost železniční při DKV Česká Třebová, z.s.
- SSČR – SLADOVNY SOUFFLET ČR a.s., Prostějov
- SSHR – Správa státních hmotných rezerv, Praha
- STEEL – VÍTKOVICE STEEL, a.s., Ostrava
- STEG – Radek Mansfeld
- STENO – "STENO v.o.s." - stavební a inženýrská činnost kolejové dopravé
- STPHA – SPEDI-TRANS Praha, s.r.o., Praha
- SUAS – Sokolovská uhelná, a.s., Sokolov
- SUD – Správa Ústecké dráhy s.r.o.
- SZD – SLEZSKÉ ZEMSKÉ DRÁHY, o.p.s.
- SZVJ – Společnost železniční výtopna Jaroměř, z.s.
- SŽCZ – Správa železnic, státní organizace, Praha
- TEMMZ – Tessta s.r.o.
- TLCRG – Transport line Cargo s.r.o.
- TLLOK – Transport line Locomotive s.r.o.
- TOVA – TRAKCE, a.s., Ostrava
- TPCZ – TransPlus (Česko)
- TRACK – ON-TRACK, s.r.o., Hranice
- TRAMO – TRAMO RAIL, a.s., Olomouc
- TRANS – TRANSPORTSERVIS, spol. s r.o., Beroun
- TRAPI – Trans Rapid s.r.o.
- TRE – TOMI – REMONT a.s., Prostějov
- TRNY – TRAK Rail, s.r.o.
- TSS – Traťová strojní společnost, a.s., Pardubice
- TSSC – TSS Cargo
- TUL – Teplárna Ústí nad Labem, a.s., Trmice
- TVRG – TovarGo, s.r.o.
- TVS – Thrall Vagonka Studénka, a.s., Studénka
- TŽ – TŘINECKÉ ŽELEZÁRNY, a.s., Třinec
- TZLN – Teplárna Kladno s.r.o., provozovna Teplárna Zlín
- UCED – ECED Přerov s.r.o.
- UNEX – UNEX a.s., Uničov
- UNICZ – UNILEASING a.s., Klatovy
- UNIDO – UNIPETROL DOPRAVA, a.s., Litvínov
- VADS – AWT ROSCO a.s.
- VAVI – VÁPENKA VITOŠOV s.r.o., Hrabová
- VČS – Vápenka Čertovy schody, akciová společnost, Tmaň
- VD – VÍTKOVICE Doprava, a.s., Ostrava
- VDA – Východočeská dráha s.r.o
- VDOP – VÍTKOVICKÁ DOPRAVA a.s.
- VDSP – Viamont DSP a.s.
- VENDA – Vendys & V s.r.o., Praha
- VFS – VFS Trading s.r.o. Žďár nad Sázavou
- VIA – Viamont a.s., Ústí nad Labem
- VIAC – Viamont Cargo a. s.
- VIARE – VIA-REK, spol. s r.o., Rájec – Jestřebí
- VIRK – David Kolář, Jiři Hladik
- VKSWU – V. K. S. VAGON KOMERC SPEED, spol. s r.o., Praha
- VMR – Viamontregio a.s.
- VNW – Vonwillerka s.r.o.
- VTGCZ – RETRACK CZECH s.r.o.
- VÚKV – VÚKV a.s., Praha
- VUZ – Výzkumný Ústav Železniční, a.s., Praha
- VVÚř – Vojenský vlečkový úřad Praha, Praha
- VZ – Výtopna Zdice z.s.
- WNXFR – WYNX Freight s.r.o.
- WRC – Vit Bukač
- WTT – WTT, s.r.o.
- WYNX – PARI CZ Servis s.r.o.
- XTR – XTR-SYSTEM DEVELOPMENT s.r.o.
- ZBB – ZABABA s.r.o., Praha
- ZBCHS – ZÁVOD BIOCHEMICKÝCH SLUŽEB, s.r.o., Slušovice
- ZMZ – Zubrnická museální železnice, Zubrnice
- ZUB – ZUBAČKA,z.s.
- ZXBCZ – ZX-BENET CZ s.r.o, Šilheřovice
- ZZNPO – ZZN Polabí, a.s.
- ŽP – Želewnice Pešťál s.r.o.
- ŽPSV – Železniční průmyslová stavební výroba Uherský Ostroh a.s., Uherský Ostroh
- ŽSB – OHLA ŽS, a.s., Brno
- ŽST – Železniční společnost Tanvald o.p.s.